# 天主教卡米里宗座代牧區
天主教卡米里宗座代牧區（拉丁語：Vicariatus Apostolicus Cuevensis）是玻利維亞一個羅馬天主教宗座代牧區，直屬聖座。
宗座代牧區於1919年5月成立，位於玻利維亞東南部，包括聖克魯斯省西南部、丘基薩卡省和塔里哈省東部，教座位於聖克魯斯省的卡米里。宗座代牧區於2010年時有教友120,000人（佔轄區總人口83.3%）、廿四個堂區、廿六名司鐸。現任宗座代牧為若蘇厄·加萊奧特·托爾莫。